# Guy-Michel de Durfort de Lorges
Guy Michel de Durfort (26 août 1704 - 6 juin 1773 à Courbevoie) était duc de Lorges et de Randan. Il devint maréchal de France en 1768.

## Biographie
Fils aîné de Guy-Nicolas de Durfort, duc de Quintin et de Lorges, et de Geneviève-Thérèse Chamillart, le comte de Lorges entra aux mousquetaires en 1719, et obtint le commandement d'un régiment dans l'année 1723. La démission de son père en 1728 lui donna les titres de duc de Quintin et de Durfort, auxquels il ajouta, en 1733, celui de duc de Randan, en vertu de la donation d'une de ses tantes (Guy-Michel de Durfort reçut le château de Randan en héritage de sa tante, Geneviève-Marie de Durfort, duchesse de Lauzun. L'héritage de Randan échoit au frère de Guy-Michel, Guy-Louis).
Il servit en Italie, sous le maréchal de Coigny, dans les années 1733 et 1734, et alla faire la campagne de 1735, sur les bords du Rhin, en qualité de brigadier des armées du roi.
Nommé maréchal de camp en 1740, il eut le commandement de la Franche-Comté, fut employé à l'armée de la Meuse en 1741 et 1742, et à celle du Rhin en 1744.
Lieutenant général des armées du roi et chevalier de ses Ordres en 1745, il fit la campagne de cette année à l'armée que commandait sur les bords du Rhin le prince de Conti (Louis-François de Bourbon), et servit en 1746, sous les ordres du roi, en Flandre.
Le duc de Lorges fit à l'armée d'Allemagne les campagnes de 1757 et 1758, et obtint en 1768 le bâton de maréchal de France. Il mourut à l'âge de soixante-neuf ans.
Le « Maréchal de Randan » épousa, le 13 juillet 1728, Élisabeth-Adélaïde de Poitiers de Rye († 1778), , fille unique de Ferdinand-Joseph de Poitiers de Rye d'Anglure, dit le comte de Poitiers, et de Marie-Geneviève-Gertrude de Bourbon-Malause. Leur unique fille, Marie-Geneviève (née le 3 février 1734/35 et morte le 10 décembre 1762 à Paris) épousa en 1751 à Jean Bretagne Charles de La Trémoille, duc de Thouars.
Le duc de Randan était également membre de l'Académie des sciences, belles-lettres et arts de Besançon et de Franche-Comté (1752).

## Récapitulatif

### Titres
- Duc de Randan (1740-1773) ;

### Distinctions
- Chevalier du Saint-Esprit (Versailles, 2 février 1745) ;

### Armoiries
Écartelé: aux 1 et 4, d'argent, à la bande d'azur (Durfort); aux 2 et 3, de gueules, au lion d'argent (Lomagne), au lambel de gueules en chef, brochant sur les deux premiers quartiers.